# A Nobel-díjasok kislexikona
A Nobel-díjasok kislexikona egy magyar kislexikon azokról a tudósokról, közéleti szereplőkről, akik Nobel-díjban részesültek a szerkesztés befejezéséig, 1901 és 1972 között. A lexikon ábécé sorrendben közli az egyes Nobel-díjasok rövid életrajzát, munkásságát és jegyzéket legfontosabb műveiről. A kötetet Vészits Ferencné szerkesztette és a Gondolat Könyvkiadó adta ki 1974-ben.